# 솔로몬벌거숭이등과일박쥐
솔로몬벌거숭이등과일박쥐(Dobsonia inermis)는 큰박쥐과에 속하는 박쥐의 일종이다. 솔로몬 제도의 토착종이다.